# Daphne Zandberg
Daphne Zandberg is een Nederlands poppenspeelster en -maakster, en onafhankelijk welzijnscoach.
Ze heeft zowel een opleiding bij Hogeschool der Kunsten te Utrecht gevolgd als bij Peirsman Cranio Sacraal Academie.
Als poppenspeelster is zij al jaren verbonden aan het kinderprogramma Sesamstraat. Ze verzorgt hierin de bewegingen van Tommies rechterhand, naast Bert Plagman die al ruim dertig jaar de kop, linkerhand en stem doet.
Zandberg speelt daarnaast poppen in Bibaboerderij en WaWa, samen met Sesamstraat-collega's als Renée Menschaar en Jogchem Jalink.